# Vinko Globokar
Vinko Globokar   (Anderny, 7 de juliol de 1934) és un trombonista i compositor d'origen eslovè.

## Biografia
Vinko Globokar va créixer a Tucqueugnieux, un poble de la regió minera de Lorena dominat per emigrants eslovens. Els pares eren eslovens. El pare treballava com a miner i cantava al cor del poble eslovè. Globokar va escoltar música popular eslovena, va prendre classes de piano d'un professor eslovè i es va familiaritzar amb la llengua i la cultura francesa a l'escola: la tensió entre dues cultures va donar forma a la seva infantesa. Dels 13 als 21 anys, Globokar va viure a Ljubljana (Eslovènia), on va debutar com a músic de jazz amb Bojan Adamič. A partir de 1949, Globokar va estudiar trombó al conservatori local i un any més tard es va convertir en membre de l'orquestra de jazz de ràdio. De 1955 a 1959, Globokar va continuar els seus estudis de trombó al Conservatori de París amb André Lafosse. Durant aquests anys va tocar música de diversos estils, des del jazz fins a la simfònica, en diversos conjunts i orquestres d'estudi. Del 1960 al 1963 va completar quatre anys de composició privada i estudis de direcció amb René Leibowitz. A través de Leibowitz i el seu cercle, Globokar va conèixer l'antropòleg Claude Lévi-Strauss, Jean-Paul Sartre i altres, el pensament dels quals el va inspirar de moltes maneres.
El seu coneixement de Luciano Berio va portar Globokar a Berlín l'any 1964, on inicialment va continuar els seus estudis amb Berio. Després d'un any com a membre del "Center for Creative and Performing Arts" de Buffalo/USA (1965/66), va dividir el seu temps entre compondre i donar concerts. Des de 1968, Globokar va ensenyar trombó a la Universitat de Música de Colònia i el 1969 es va traslladar a Colònia. El mateix any, va fundar el conjunt d'improvisació lliure "New Phonic Art" juntament amb Michel Portal, Carlos Roqué Alsina i Jean-Pierre Drouet, que van establir estàndards amb la seva interpretació. Cap a finals de la dècada de 1960, Globokar es va fer cada cop més conegut i especialment apreciat per la interacció de les seves habilitats com a compositor i intèrpret. Nomenat a l'Institut d'Investigació i Coordinació Acústica (IRCAM) com a cap del departament d'investigació vocal/instrumental el 1973, Globokar va tornar a París per començar la seva feina el 1976. El 1979 va deixar l'institut i des de llavors viu a París com a compositor i trombonista autònom.
Va impartir classes de composició a diversos instituts i universitats d'Europa i dels EUA. Al mateix temps, és considerat un trombonista destacat de la música contemporània. De 1983 a 1999 Globokar va ser professor de música de cambra a la "Scuola di musica di Fiesole" (prop de Florència). L'originalitat de l'obra de Globokar rau, d'una banda, en la seva doble funció com a compositor i intèrpret: el compositor s'inspira en l'intèrpret per crear innovacions en el so i la tècnica de joc o s'informa dels problemes psicològics relacionats amb el comportament dels músics.
Globokar compon obres per a orquestra, conjunts de música de cambra i música coral. A més de les seves extraordinàries habilitats com a trombonista, que van influir en molts compositors contemporanis (va tocar estrenes d'obres de Luciano Berio, Mauricio Kagel, Karlheinz Stockhausen, René Leibowitz i Louis Andriessen), també és un teòric avantguardista.
Globokar va interpretar nombroses obres per a trombó i va desenvolupar noves tècniques de joc en l'instrument.

## Premis
- 1968: Premi de Composició de la Fundació Gaudeamus
- 2003: membre honorari de la International Society for New Music[1]
- 2022: Premi d'autors musicals alemanys en la categoria de trajectòria[2]